# Новопятницкое (Кингисеппский район)
Новопя́тницкое — деревня Большелуцкого сельского поселения Кингисеппского района Ленинградской области.

## История
На карте Ингерманландии А. И. Бергенгейма, составленной по шведским материалам 1676 года, селение обозначено, как монастырь Patnitsa Kloster.
На шведской «Генеральной карте провинции Ингерманландии» 1704 года — как Pätnista Klöster.
На «Географическом чертеже Ижорской земли» Адриана Шонбека 1705 года — как деревня Паниц.
На карте Санкт-Петербургской губернии Я. Ф. Шмидта 1770 года она упоминается как село  Пустая Пятница.
На карте Санкт-Петербургской губернии Ф. Ф. Шуберта 1834 года обозначено село Новая Пятница, состоящее из 76 крестьянских дворов, Станция Пятница и мыза Фон-Роткирха.

ПЯТНИЦА — село принадлежит наследникам титулярного советника Роткирха, число жителей по ревизии: 161 м. п., 177 ж. п.
 
В оном:

а) Церковь каменная во имя Святого Михаила Архангела.
 
б) Лесопильный завод.
 
в) Питейный дом. (1838 год)

В 1844 году село называлось Новая Пятница и насчитывало 76 дворов, в нём находились «постоялые дома» и «станция Пятница».

НОВОПЯТНИЦЫ — село наследников титулярного советника Роткирха, по почтовой дороге, число дворов — 42, число душ — 188. (1856 год)

НОВОПЯТНИЦЫ — село, число жителей по X-ой ревизии 1857 года: 186 м. п., 179 ж. п., всего 365 чел.

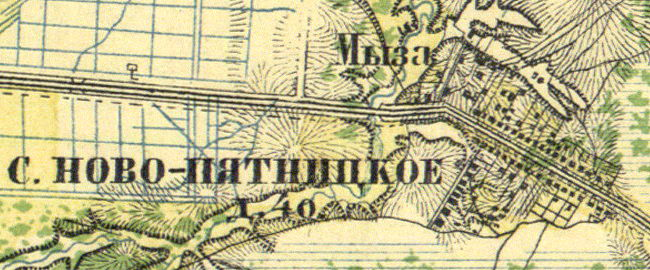
План села Новопятницкое. 1860 год

В 1860 году село насчитывало 40 дворов.

НОВОПЯТНИЦКОЕ — село владельческое при речке безымянной, число дворов — 52, число жителей: 188 м. п., 200 ж. п.; Церковь православная. (1862 год)

В 1868—1878 годах временнообязанные крестьяне села Новопятница выкупили свои земельные наделы у В. И. фон Роткирх и стали собственниками земли.

НОВОПЯТНИЦЫ — село, по земской переписи 1882 года: семей — 71, в них 226 м. п., 227 ж. п., всего 453 чел.

Позднее сборник Центрального статистического комитета описывал его так:

НОВОПЯТНИЦА — село бывшее владельческое при реке Падожице, дворов — 53, жителей — 422; волостное правление (до уездного города 2 версты), церковь православная, часовня, лавка. (1885 год).

Согласно материалам по статистике народного хозяйства Ямбургского уезда 1887 года мыза Михайловская с мельницей площадью 1522 десятины принадлежала вдове коллежского асессора Е. Э. Лелонг, мыза была приобретена до 1868 года. Кроме того, имение при селении Новопятницы площадью 300 десятин принадлежало тайному советнику Я. И. Утину, имение было приобретено в 1884 году за 3000 рублей.
По земской переписи 1899 года:

НОВОПЯТНИЦЫ — село, число хозяйств — 58, число жителей: 140 м. п., 145 ж. п., всего 285 чел.;
 разряд крестьян: бывшие владельческие; народность: русская — 261 чел., смешанная — 24 чел.

В 1900 году, согласно «Памятной книжке Санкт-Петербургской губернии», мыза Новопятницы площадью 1203 десятины принадлежала дворянину Владимиру Константиновичу Лелонгу. Кроме того 30 десятин пустоши Новопятницы принадлежали тайному советнику Якову Исааковичу Утину.
В конце XIX — начале XX века Новопятницкое административно относилось к Горкской волости 2-го стана Ямбургского уезда Санкт-Петербургской губернии.
По данным «Памятной книжки Санкт-Петербургской губернии» за 1905 год мыза Новопятницкое (Михайловская) площадью 1203 десятины принадлежала Борису, Владимиру и Сергею Константиновичам Лелонг. Кроме того, участок мызы площадью 30 десятин принадлежал тайному советнику Якову Исааковичу Утину.
В декабре 1917 года была образована Горкская волость Кингисеппского уезда с центром в селе Новопятницкое. Упразднена в феврале 1927 года.
С 1917 по 1927 год деревня Новопятницкое входила в состав Новопятницкого сельсовета Горкской волости Кингисеппского уезда.
Согласно данным переписи населения СССР 1926 года в селе Ново-Пятницкое проживали 353 человека, большинство русские, а также эстонцы, финны, немцы, поляки.
С февраля 1927 года — в составе Кингисеппской волости. С августа 1927 года — в составе Кингисеппского района.
С 1928 года — в составе Ново-Порховского сельсовета.
По данным 1933 года деревня Ново-Пятницкое входила в состав Новопорховского сельсовета Кингисеппского района.

План деревни Новопятницкое. 1938 год

Согласно топографической карте 1938 года деревня насчитывала 82 двора.
В 1939 году население деревни Новопятницкое составляло 415 человек.
C 1 августа 1941 года по 31 января 1944 года деревня находилась в оккупации.
С 1954 года — в составе Больше-Луцкого сельсовета.
В 1958 году население деревни Новопятницкое составляло 254 человека.
По данным 1966, 1973 и 1990 годов деревня Новопятницкое также входила в состав Большелуцкого сельсовета.
В 1997 году в деревне Новопятницкое Большелуцкой волости проживали 282 человека, в 2002 году — 212 человек (русские — 90 %), в 2007 году — 217. 
В 2020 году началось восстановление усадьбы Роткирхов-Лелонгов, родственников Абрама Петровича Ганнибала и Александра Сергеевича Пушкина.

## География
Деревня расположена в южной части района на автодороге А180 (E 20) (Санкт-Петербург — Ивангород — граница с Эстонией) «Нарва» в месте примыкания к ней автодороги 41К-005 (Псков — Кингисепп — Краколье).
Расстояние до административного центра поселения — 6 км.
Расстояние до ближайшей железнодорожной станции Кингисепп — 3 км.
Через деревню протекает река Падожница.

## Демография
| 1862 | 2007 | 2010 | 2017 |
| ---- | ---- | ---- | ---- |
| 388  | ↘217 | ↘206 | ↗282 |

### Национальный состав
Согласно данным Всероссийской переписи населения 2021 года в деревне проживал 221 человек, из них:
 русские — 22, армяне — 6, грузины — 6, белорусы — 4, татары — 2, корейцы — 1, немцы — 1, украинцы — 1 человек.

## Достопримечательности
В деревне расположена руинированная усадьба Роткирхов-Лелонгов. Объект культурного наследия регионального значения.